# دلدنیا
دلدنیا (به لاتین: Deldeniya) یک منطقهٔ مسکونی در سری‌لانکا است که در استان مرکزی (سری‌لانکا) واقع شده‌است.